# Middletonia suavis
Middletonia suavis är en fjärilsart som beskrevs av Turner 1947. Middletonia suavis ingår i släktet Middletonia och familjen mätare. Inga underarter finns listade i Catalogue of Life.